# Geotrypus
Geotrypus és un gènere de mamífer eulipotifle extint. Era una mena de talp excavador amb un húmer robust.